# The Price of Existence
The Price of Existence – drugi studyjny album amerykańskiej grupy deathcore'owej All Shall Perish wydany 8 sierpnia 2006 roku przez wytwórnię Nuclear Blast.
Koreańskie wydanie płyty zawiera dwa bonusowe utwory, które znalazły się na poprzednim albumie, Hate, Malice, Revenge.

## Lista utworów
1. „Eradication” – 3:54
2. „Wage Slaves” – 3:42
3. „The Day of Justice” – 3:31
4. „There Is No Business to Be Done On A Dead Planet” – 3:01
5. „Better Living Through Catastrophe” – 4:58
6. „Prisoner of War” – 4:42
7. „Greyson” – 2:12
8. „We Hold These Truths...” – 3:42
9. „The True Beast” – 3:35
10. „Promises” – 3:02
11. „The Last Relapse” – 6:41
12. „Laid to Rest” – 4:43 (Koreański bonus track)
13. „Sever the Memory” – 5:10 (Koreański bonus track)

## Twórcy
| - Hernan „Eddie” Hermida – wokal - Chris Storey – gitara prowadząca - Ben Orum – gitara rytmiczna - Mike Tiner – gitara basowa - Matt Kuykendall – perkusja | - Gunface – gitara (gościnie) - Zack Ohren – inżynieria dźwięku - Dennis Sibeijn – projekt okładki - Carlos Saldana – zdjęcia |